# Des pas dans le brouillard
Pour plus de détails, voir Fiche technique et Distribution.
Des pas dans le brouillard (Footsteps in the Fog) est un film britannique réalisé par Arthur Lubin, sorti en 1955.

## Résumé
Après avoir tué sa femme par empoisonnement, Stephen Lowry est soumis à un chantage de la part de sa servante, Lily Watkins, qui exige une promotion afin de devenir la maitresse de la maison. Comme elle prend progressivement la place de sa femme décédée, Lowry tente de l'assassiner à son tour et lors d'une tentative dans le brouillard, il tue par erreur la femme de l'agent Burke et est poursuivi par une foule en colère, à laquelle il échappe. Lily rentre chez elle et Stephen apprend que des clients du bar local l'ont vu tuer Mme Burke et lors d'un procès Stephen est innocenté car les témoins sont des alcooliques notoires en plus que Lily ait menti pour fournir un alibi, jurant qu'il n'a jamais quitté la maison, car elle veut l'épouser.
Bien que Lowry doive sa vie à Lily, il a les yeux rivés sur une autre femme, Elizabeth Travers, la fille d'un homme riche et objet d'affection de son avocat. Il fait croire à Lily que cela fait partie d'un plan pour gagner de l'argent, qu'il utilisera pour l'emmener vivre en Amérique. Il lui propose de l'épouser mais exige qu'elle récupère une lettre qu'elle a envoyée à sa sœur pour lui raconter les agissements de Lowry. Alors que la lettre est jetée au feu Herbert, le mari de sa sœur, sauve la lettre et se rend chez l'avocat de Lowry et tente d'extorquer 500 £ avec son contenu.
Pendant ce temps, Lowry feint d'être malade et envoie la femme de chambre chercher le médecin, lui disant qu'elle reviendra d'urgence avec le médecin dans les cinq minutes. Il calcule alors que cela lui laissera assez de temps pour piéger la femme de chambre en buvant le poison qu'il a utilisé pour tuer sa propre femme et en le plaçant, ainsi que les bijoux de sa femme, dans la chambre de la femme de chambre. Lily est cependant arrêtée par la police, car la lettre qu'elle a écrite à sa sœur pour se protéger après l'échec du complot du maître pour la tuer fait surface.
Le plan de Lowry échoue lorsque ce dernier se trouve être à l'article de la mort. Il demande à Burke, le policier local, de se présenter chez le médecin. Au même moment, l'écriture de Lily est comparée à celle de la lettre mais elle ne correspond pas. Un mandat est ensuite émis pour l'arrestation de Lowry. Lily revient à la maison pour apprendre du médecin qu'il est trop tard pour sauver Lowry. Lily s'interroge sur la situation et réalise enfin que Stephen ne l'a jamais aimée, puis elle est arrêtée par la police, alors que Lowry l'accuse de l'avoir empoisonné, lui et sa femme.

## Fiche technique
- Titre : Des pas dans le brouillard
- Titre original : Footsteps in the Fog
- Réalisation : Arthur Lubin
- Scénario : Dorothy Davenport, Lenore J. Coffee et Arthur Pierson, d'après la nouvelle The Interruption de W. W. Jacobs
- Adaptation : Arthur Pierson
- Photographie : Christopher Challis
- Musique : Benjamin Frankel
- Montage : Alan Osbiston
- Genre : Drame et thriller
- Durée : 90 minutes
- Dates de sortie :
  - Angleterre : juin 1955
  - France : 25 novembre 1955

## Distribution
- Stewart Granger (VF : Gabriel Cattand) : Stephen Lowry
- Jean Simmons (VF : Rolande Forest) : Lily Watkins
- Bill Travers (VF: Jean-Claude Michel) : David Macdonald
- Belinda Lee (VF : Joëlle Janin) : Elizabeth Travers
- Ronald Squire (VF : Fred Pasquali) : Alfred Travers
- Finlay Currie (VF : Jean Toulout) : Inspecteur Peters
- William Hartnell (VF : Jean Berton) : Herbert Moresby
- Frederick Leister (VF : Maurice Pierrat) : Dr Simpson
- Percy Marmont (VF : Maurice Pierrat) : le Magistrat
- Margery Rhodes (VF : Hélène Tossy) : Mlle Park (Parks en VF)
- Peter Bull (VF : Maurice Nasil) : Brasher
- Barry Keegan (VF : André Valmy) : Constable Burke
- Sheila Manahan : Rose Moresby
- Norman Macowan (VF : Paul Villé) : Grimes
- Cameron Hall (VF : Maurice Porterat) : Corcoran
- Victor Maddern (VF : Jacques Marin) : Jones
- Philip Holles (VF : Jean Brunel) : l'Avocat Beacham
- Arthur Howard (VF : Gérard Ferrat) : le curé aux funérailles